# Saint-Vincent-Sterlanges
Saint-Vincent-Sterlanges là một xã ở tỉnh Vendée trong vùng Pays de la Loire, Pháp. Xã này có diện tích 4,46 km², dân số năm 2006 là 655 người. Xã này nằm ở khu vực có độ cao từ 48-84 mét trên mực nước biển.

## Biến động dân số
| Năm | 1962 | 1968 | 1975 | 1982 | 1990 | 1999 | 2006 |
| --- | ---- | ---- | ---- | ---- | ---- | ---- | ---- |
| Dân số | 527  | 567  | 551  | 600  | 550  | 607  | 655  |
| From the year 1962 on: No double counting—residents of multiple communes (e.g. students and military personnel) are counted only once. |      |      |      |      |      |      |      |